# 茨河镇
茨河镇，是中华人民共和国湖北省襄阳市谷城县下辖的一个乡镇级行政单位。

## 行政区划
茨河镇下辖以下地区：
茨河街社区、白龙庙村、下磨石村、陶湾村、后庄村、前庄村、承恩寺村、石嘴子村、庙岗村、石井冲村、金牛寺村、胡家泉村、断层沟村、马家湾村、青鞍山村和杨村。